# Colírio

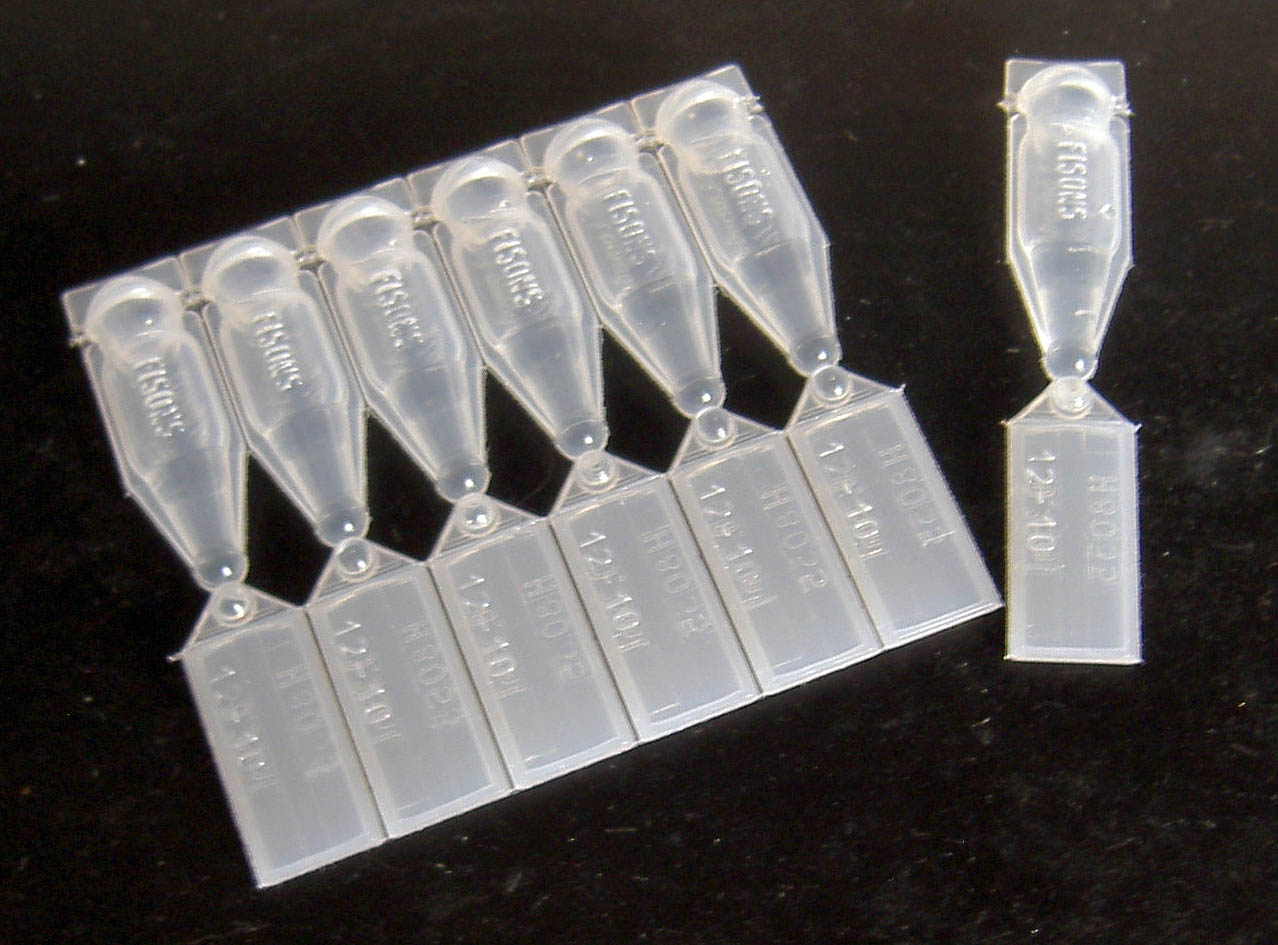
Colírios

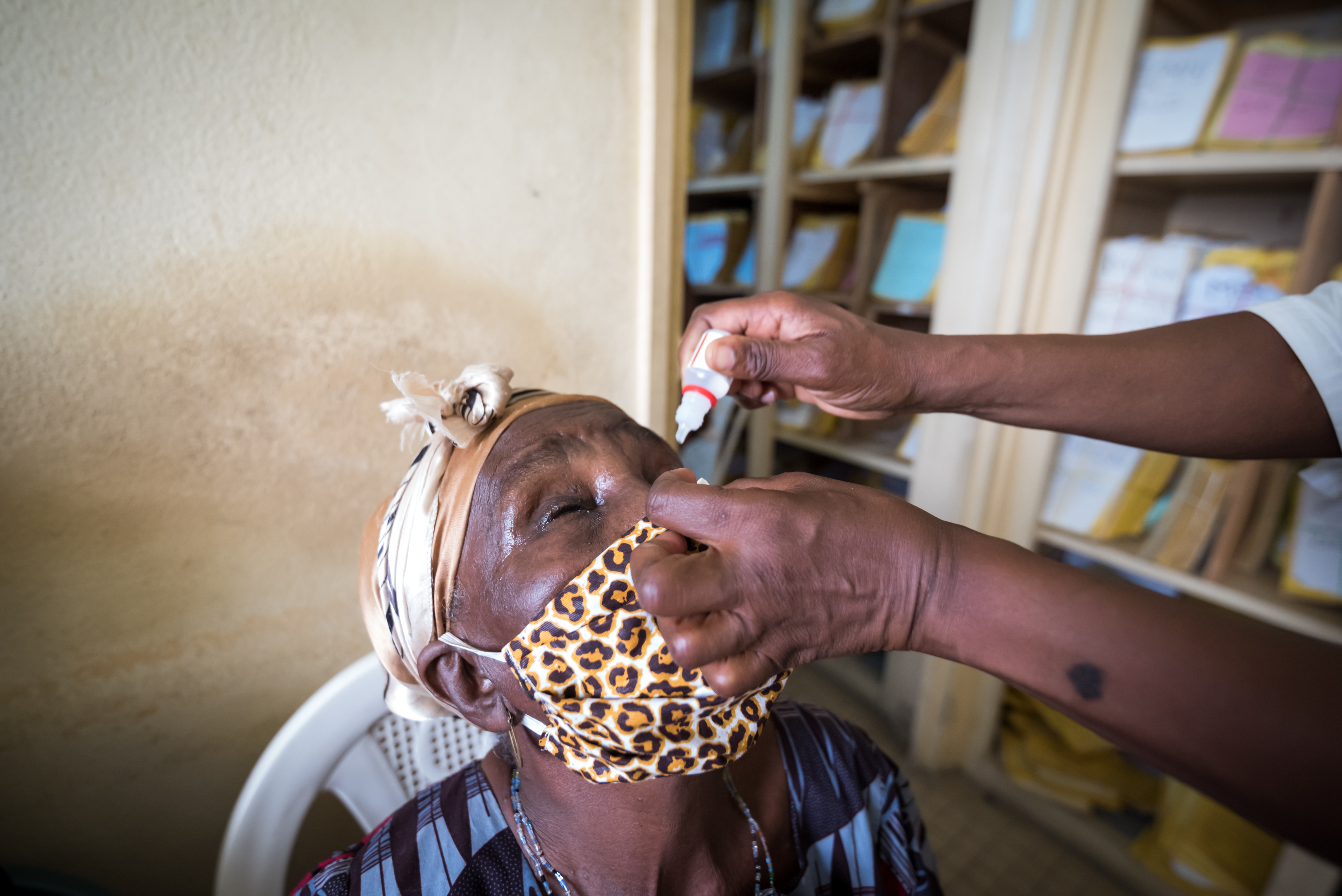
Aplicação de colírio.

O colírio é um medicamento concebido para ser aplicado nos olhos e pálpebras, ou seja, de uso tópico. É composto por água e outros componentes como nafazolina e sulfato de zinco heptahidratado, com o propósito de umedecer o globo ocular. O colírio também é usado por oftalmologistas para a dilatação da pupila.

## Interações medicamentosas
Principais efeitos colaterais resultantes do uso de colírio em interação com outras substâncias:
- Colírio beta-bloqueador com broncodilatador: falta de ar;
- Colírio antiglaucomatoso com corticóide: risco de progressão do glaucoma;
- Colírio anti-inflamatório com anticoagulante: hemorragia;
- Colírio vasoconstritor com anti-hipertensivo: hipertensão;
- Colírio antibiótico com contraceptivo: inibição do efeito da pílula;
- Colírio vasoconstritor com amiodarona ou antiespasmódico: taquicardia.